# Colbordolo
Colbordolo is een gemeente in de Italiaanse provincie Pesaro-Urbino (regio Marche) en telt 5663 inwoners (31-12-2004). De oppervlakte bedraagt 27,4 km², de bevolkingsdichtheid is 207 inwoners per km².

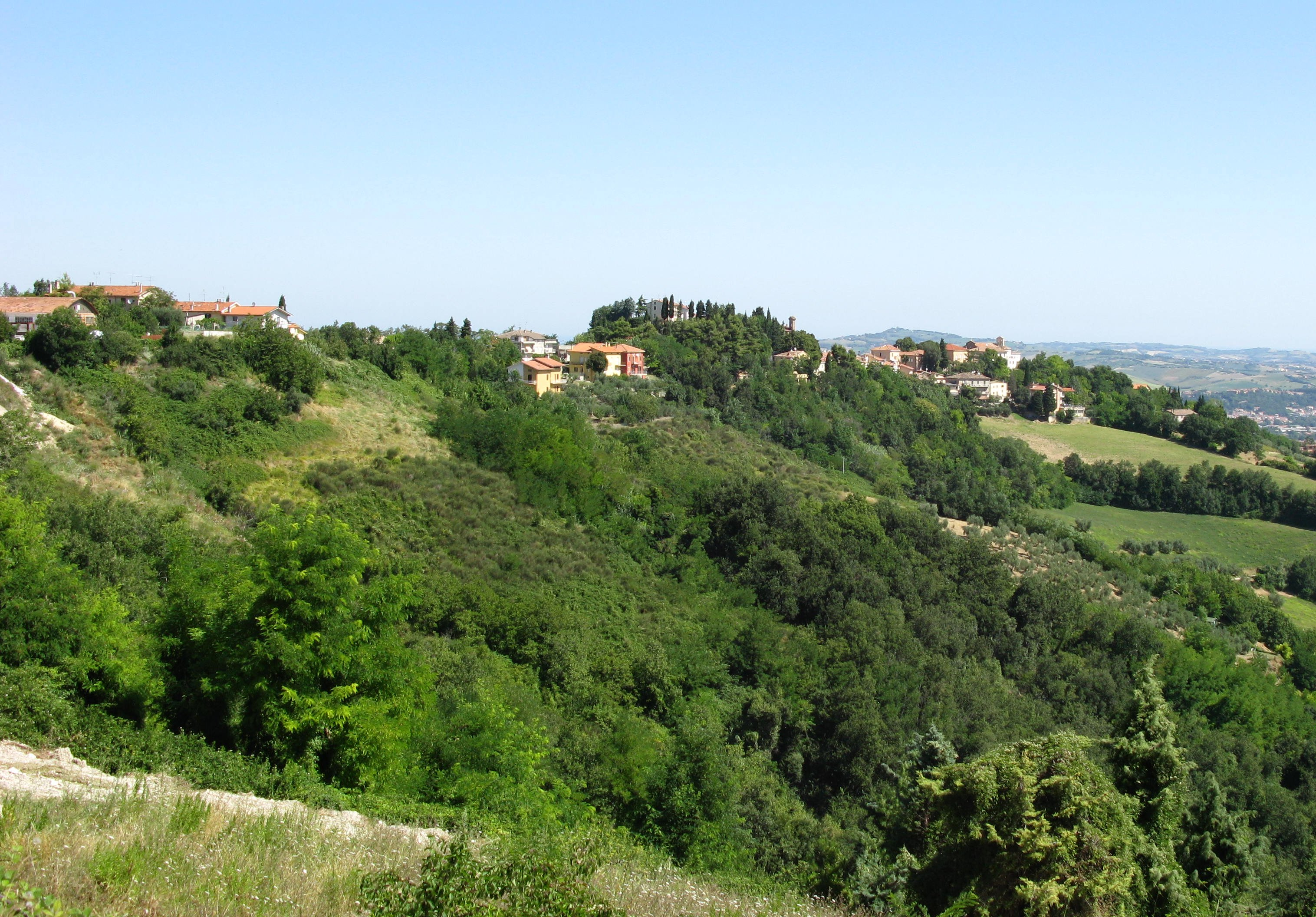
Colbordolo

## Demografie
Colbordolo telt ongeveer 1993 huishoudens. Het aantal inwoners steeg in de periode 1991-2001 met 24,8% volgens cijfers uit de tienjaarlijkse volkstellingen van ISTAT.
| Jaar | Inwoneraantal |
| ---- | ------------- |
| 1991 | 4077          |
| 2001 | 5087          |

## Geografie
Colbordolo grenst aan de volgende gemeenten: Montecalvo in Foglia, Montelabbate, Petriano, Sant'Angelo in Lizzola, Tavullia, Urbino.
Acqualagna · Apecchio · Auditore · Barchi · Belforte all'Isauro · Borgo Pace · Cagli · Cantiano · Carpegna · Cartoceto · Casteldelci · Colbordolo · Fano · Fermignano · Fossombrone · Fratte Rosa · Frontino · Frontone · Gabicce Mare · Gradara · Isola del Piano · Lunano · Macerata Feltria · Maiolo · Mercatello sul Metauro · Mercatino Conca · Mombaroccio · Mondavio · Mondolfo · Monte Cerignone · Monte Grimano · Monte Porzio · Montecalvo in Foglia · Monteciccardo · Montecopiolo · Montefelcino · Montelabbate · Montemaggiore al Metauro · Novafeltria · Orciano di Pesaro · Peglio · Pennabilli · Pergola · Pesaro · Petriano · Piagge · Piandimeleto · Pietrarubbia · Piobbico · Saltara · San Costanzo · San Giorgio di Pesaro · San Leo · San Lorenzo in Campo · Sant'Agata Feltria · Sant'Angelo in Lizzola · Sant'Angelo in Vado · Sant'Ippolito · Sassocorvaro · Sassofeltrio · Serra Sant'Abbondio · Serrungarina · Talamello · Tavoleto · Tavullia · Urbania · Urbino